# ライヴ・アット・ザ・パラディアム'88
『ライヴ・アット・ザ・パラディアム'88』（原題：Live at the Hollywood Palladium, December 15, 1988）は、ローリング・ストーンズのギタリストであるキース・リチャーズが「キース・リチャーズ&ザ・エクスペンシヴ・ワイノーズ」名義で1988年に録音・1991年に発表したライブ・アルバム。

## 解説
リチャーズ初のソロ・アルバム『トーク・イズ・チープ』（1988年）リリースに伴うアメリカ・ツアーのうち、12月15日のハリウッド公演の模様が収録された。元々はライブ・アルバムとしてリリースされる予定はなかったが、当時の音源が海賊盤として流出したことから、1991年に正規発売されることになった。ただし、当日のセットリストを完全に網羅した内容ではなく、実際には「ビフォー・ゼイ・メイク・ミー・ラン」「彼氏になりたい」、「ユー・ドント・ムーヴ・ミー」、「リトルT&A」、「イット・ミーンズ・ア・ロット」も演奏された。
クリス・トゥルーはオールミュージックにおいて5点満点中3点を付け「ルースでグルーヴ満載」「ローリング・ストーンズ名義のライブ・アルバムの大部分よりも優れており、ローリング・ストーンズおよびキース・リチャーズに忠誠を誓ったファンにとっては、疑いなく必携である」と評している。

## リイシュー
本作が2020年11月13日に再発された際、同時発売された「スーパー・デラックス・ボックスセット」には、オリジナル・リリース時には外された3曲を収録した10インチ・レコードが追加された。なお、ドイツでは同年11月27日付のアルバム・チャートで30位を記録し、オーストリアやスペインでもチャート・インした。

## 収録曲
特記なき楽曲はキース・リチャーズとスティーヴ・ジョーダンの共作。
1. テイク・イット・ソー・ハード - "Take It So Hard" - 4:27
2. ハウ・アイ・ウィッシュ - "How I Wish" - 4:07
3. ストゥッド・ユー・アップ - "I Could Have Stood You Up" - 4:27
4. トゥー・ルード - "Too Rude" (Lindon Roberts, Sly Dunbar, Robbie Shakespeare) - 7:49
5. メイク・ノー・ミステイク - "Make No Mistake" - 6:30
6. タイム・イズ・オン・マイ・サイド - "Time Is on My Side" (Norman Meade) - 4:27
7. ビッグ・イナフ - "Big Enough" - 3:45
8. ホイップ・イット・アップ - "Whip It Up" - 5:34
9. ロックド・アウェイ - "Locked Away" - 5:49
10. ストラグル - "Struggle" - 4:33
11. ハッピー - "Happy" (Mick Jagger, Keith Richards) - 7:07
12. コネクション - "Connection" (M. Jagger, K. Richards) - 2:33
13. ロックアワイル - "Rockawhile" - 6:19

### 2020年「スーパー・デラックス・ボックスセット」ボーナス10インチ・レコード
1. "I Wanna Be Your Man" (John Lennon, Paul McCartney)
2. "Little T&A" (M. Jagger, K. Richards)
3. "You Don’t Move Me"

## 参加ミュージシャン
- キース・リチャーズ - リード・ボーカル、ギター
- スティーヴ・ジョーダン - ドラムス、バッキング・ボーカル、ベース(on #1)、キーボード(on #3)
- ワディ・ワクテル - ギター、バッキング・ボーカル
- アイヴァン・ネヴィル - キーボード、バッキング・ボーカル、ベース(on #3)、ギター(on #11)
- チャーリー・ドレイトン - ベース、バッキング・ボーカル、ドラムス(on #1, #3)
- ボビー・キーズ - サクソフォーン(on #3, #4, #5, #7, #8, #11)
- サラ・ダッシュ - ボーカル(on #5, #6)、バッキング・ボーカル(on #7, #8, #13)